# Groupe musulman algérien
Ne doit pas être confondu avec Groupe musulman algérien indépendant.
Le groupe musulman algérien (abrégé en MA par les services de l'Assemblée nationale), est un groupe parlementaire français à l'Assemblée nationale ayant brièvement existé lors de l'Assemblée constituante de 1945.

## Effectifs et dénominations
| Année                                              | Législature      | Nom               | Membres | Apparentés | Total   | Évolution | %    |
| -------------------------------------------------- | ---------------- | ----------------- | ------- | ---------- | ------- | --------- | ---- |
| Gouvernement provisoire de la République française |                  |                   |         |            |         |           |      |
| 10/1945                                            | Ire Constituante | Musulman algérien | 7       | —          | 7 / 586 | 7         | 1,19 |
| 02/1946                                            | Ire Constituante | Musulman algérien | 4       | —          | 4 / 586 | 3         | 0,68 |

## Composition
| Circonscription | Nom                       | Remarques |
| --------------- | ------------------------- | --- |
| Constantine     | Allaoua Ben Aly Chérif    | |
| Constantine     | Hachemi Benchennouf       | |
| Constantine     | Mohamed Salah Bendjelloul | Président de groupe |
| Oran            | Mohammed Ben Kritly       | Élections annulées le 26 février 1946 par 191 voix contre 163 pour de « nombreuses irrégularités qui ont entaché le déroulement du scrutin ». |
| Oran            | Kheladi Ben Miloud        | Élections annulées le 26 février 1946 par 191 voix contre 163 pour de « nombreuses irrégularités qui ont entaché le déroulement du scrutin ». |
| Oran            | Omar Boukli-Hacène        | Élections annulées le 26 février 1946 par 191 voix contre 163 pour de « nombreuses irrégularités qui ont entaché le déroulement du scrutin ». |
| Constantine     | Smaïl Lakhdari            | |

## Histoire
Créé au début de la législature, il s'apparente au groupe socialiste aux termes de l'article 17 du règlement de la Chambre. Au mois de février 1946, ses trois députés d'Oran perdent leurs mandats, faisant passer l'effectif du groupe à quatre députés, ceux de Constantine.
Il n'est pas renouvelé lors de l'Assemblée constituante de 1946.